# Layers of Fear
Layers of Fear è un videogioco horror psicologico del 2016, sviluppato da Bloober Team e pubblicato da Aspyr. Il videogioco è stato pubblicato il 16 febbraio 2016 per Microsoft Windows, macOS, Linux, Playstation 4 e Xbox One.
In Layers of Fear, il giocatore controlla un pittore psicologicamente disturbato che cerca di completare un capolavoro mentre naviga in un'inquietante dimora vittoriana. Il gameplay, presentato con la prospettiva in prima persona, è fortemente guidato dalla trama e ruota principalmente attorno alla risoluzione di puzzle e all'esplorazione, intensificando la difficoltà dopo ogni livello e presentando spesso dei jumpscare. Il 2 agosto 2016 è stato pubblicato Layers of Fear: Inheritance, come seguito diretto del primo gioco. Qui il giocatore controlla la figlia del pittore, con il DLC incentrato sulla sua apparente ricaduta nel trauma dopo il ritorno nella sua vecchia casa.
Il 21 febbraio 2018, il videogioco è stato pubblicato su Nintendo Switch col titolo di Layers of Fear: Legacy, presentando, oltre al DLC ereditario, i supporti per Joy-Con, touch screen e Rumble HD. Da ottobre 2018, Limited Run Games ha reso disponibile un'edizione fisica limitata per Nintendo Switch e PlayStation 4 in Nord America. Un sequel intitolato Layers of Fear 2 è stato annunciato nell'ottobre 2018 ed è stato pubblicato il 29 maggio 2019.

## Trama

### Layers of Fear
Ambientato negli Stati Uniti negli anni 1920, il protagonista senza nome torna a casa da un'audizione in tribunale. Dopo aver esplorato brevemente la sua casa vuota, si reca nel suo laboratorio per iniziare a lavorare sul suo capolavoro. Dopo aver aggiunto il primo strato, inizia ad avere allucinazioni sui suoi incontri passati.
L'uomo era un giovane pittore ambizioso che usava la moglie pianista come modello per la sua pittura. Presto sua moglie rimase incinta e partorì una figlia. Dopo il parto, decise di dedicare più tempo a lavorare ai suoi dipinti, lasciando che sua moglie si prendesse cura della loro figlia. Dopo aver acquistato un cane per la sua famiglia, ha iniziato ad avere problemi di alcolismo a causa dello stress e dei rumori costanti provenienti al di fuori del suo laboratorio. L'uomo decise di attaccare una museruola al cane, ma fu presto tormentato da topi, probabilmente come frutto della sua schizofrenia. Il cane potrebbe essere stato successivamente ucciso da lui.
Il suo talento iniziò a decadere lentamente e la sua visione per la pittura si contorse, e iniziò a scacciare i suoi amici dipingendo opere orribili e terrificanti, tra cui una serie di illustrazioni per Cappuccetto Rosso. Dopo un lungo periodo di abbandono, sua moglie decise di bruciare i suoi dipinti, inclusa la sua opera più cara: "La signora in nero". Successivamente ha avuto una crisi da ubriaco, picchiando apparentemente la moglie e spingendola ad andarsene con il loro bambino. Ha provato a chiamarla più volte ma non è riuscito a riconciliarsi con lei. Dopo qualche tempo, ricevette una telefonata che gli diceva che era stata gravemente ferita in un incendio. Finì orribilmente sfigurata, ma la loro figlia sopravvisse.
Dopo l'incendio, prese sua moglie, ora legata alla sedia a rotelle, e la figlia tornò a casa per prendersi cura di loro. I suoi problemi con l'alcol continuarono a causa delle costanti "distrazioni" della loro presenza. Dopo aver riacquistato la capacità di camminare, la moglie è stata trascurata ancora di più perché suo marito pensava che le mancasse la "bellezza". Dopo che ebbe un'altra crisi da ubriaco, sua moglie si uccise tagliandosi i polsi nel bagno. Al giorno d'oggi, si scopre che è diventato pazzo e che ha probabilmente impiegato sei parti del corpo di sua moglie per lavorare alla sua pittura: la sua pelle per la tela, il suo sangue per lo strato, il suo midollo osseo per la mano di fondo, un pennello fatto dei suoi capelli, il dito per le sbavature e il suo occhio come spettatore. Il personaggio viene mostrato usando questi elementi, ma considerando la natura ciclica di uno dei finali e la natura generale ambigua di ciò che viene mostrato nel corso della storia, è possibile che questo non sia pensato per essere preso alla lettera.
Sono presenti tre finali diversi nel gioco, ognuno a seconda delle azioni del giocatore che compie nel corso della storia.
Il finale infinito rivela che l'artista stava cercando di creare un ritratto perfetto di sua moglie come suo capolavoro. Dopo aver apparentemente completato l'opera, si allontana per ammirarla, ma la figura di sua moglie nel dipinto inizia a trasformarsi in una figura mutilata e mostruosa, che sembra schernirlo. Sconvolto, l'artista afferra il dipinto e lo scaglia con rabbia in una stanza piena di altri dipinti identici, che iniziano tutti a ridere in modo sinistro. A questo punto, il gioco rivela che il pittore ha trascorso anni rinchiuso nella sua casa, lavorando ossessivamente sulla stessa immagine nel vano tentativo di raggiungere la perfezione, intrappolato in un ciclo di deterioramento mentale e artistico. Se il giocatore esplora la stanza dove l'artista ha gettato il dipinto, scopre che tutti i ritratti sono in realtà ben fatti e somigliano alla moglie, ma l'artista, accecato dalla sua follia, non è mai stato soddisfatto. Infine, rientrato nel suo studio, l'artista svela una nuova tela bianca e, con determinazione febbrile, inizia a lavorare su un altro dipinto, perpetuando il suo ciclo autodistruttivo. Mentre il gioco sfuma nel nero, si comprende che l'artista è destinato a ripetere eternamente questo processo, prigioniero della sua stessa ossessione. 
Il finale di famiglia è uguale al precedente, con l'aggiunta del suo bambino nel dipinto. Si rende quindi conto degli orribili errori che ha commesso e che non potrà mai riportarli indietro. Decide quindi di andare nella stanza al piano di sopra e brucia tutti i suoi dipinti precedenti insieme al suo lavoro finito prima di sdraiarsi e morire nel fuoco.
Il finale egoista termina con un ritratto di sé stesso come suo ultimo tentativo. Alla fine soddisfatto, decide di appenderlo nella stanza al piano di sopra. Lo scatto successivo va al suo dipinto in mostra in un museo tra altri famosi artisti vittoriani.

### Layers of Fear: Inheritance
Il DLC racconta la storia della figlia del pittore che ritorna nella sua casa d'infanzia per affrontare il suo passato dopo aver lasciato "La casa di St. Martin de Porres per bambini problematici". A partire dagli anni '60, esplorando la casa distrutta con una torcia, rivive le sue esperienze e testimonia la portata della tragedia che ha passato la famiglia.
Nel corso di questi ricordi rivissuti, ci sono risultati diversi a seconda delle azioni della figlia. Questi includono scelte deliberate, come quella di dirigersi più spesso verso il ritratto della madre o del padre durante l'esplorazione, che porterà a un dialogo ricordato che ritrae la madre o il padre, rispettivamente, in una luce più favorevole. Le scelte non intenzionali implicano che la figlia debba svolgere attività che spesso influenzano un'interazione con il padre. Un esempio riguarda la creazione di opere d'arte da parte della figlia, in cui la figlia può creare disegni infantili con i pastelli (guadagnando una dura disapprovazione dal padre), o dove la figlia può dipingere insieme ai suggerimenti del padre (guadagnando elogi se fatto correttamente). Questi risultati possono portare la figlia a vedere il padre come un uomo duro che non ha mai voluto altro che proteggerla o vedere il padre come un uomo premuroso che ha avuto problemi a rivelarsi tale.
Il finale "buono" si verifica se la maggior parte dei ricordi porta la figlia a vedere l'artista favorevolmente. Entrando nella sua vecchia camera da letto, la figlia vede un suo ritratto con un fiore, la sua eredità da parte di suo padre. Considera questo ritratto come una scusa, "espresso nell'unica lingua [che l'artista] abbia mai veramente conosciuto". Vedere il padre come una figura tragica, impazzito per l'alcolismo e depresso per i ricordi della casa, porta la figlia a prendere il ritratto e bruciare la casa. Mentre la casa brucia, la figlia accetta il fatto che non riesce a capire l'artista, perdonandolo. Il ritratto viene successivamente mostrato appeso nella casa della figlia, mentre la figlia ammira i disegni di suo figlio. Tuttavia, la scena termina con la figlia che critica la scelta del bambino nel colorarlo, rispecchiando la stessa affermazione dell'artista anni prima, mentre il ritratto si distorce, implicando che la figlia sta iniziando a provare lo stesso squilibrio mentale e l'ossessione per la perfezione di suo padre.
Il finale "cattivo" si verifica se la maggior parte dei ricordi porta la figlia a vedere l'artista negativamente. Entrando nella sua vecchia camera da letto e vedendo il suo ritratto, la figlia continua ad avere rimandi dell'artista che le urla perché piange e fa rumore. Continuando a considerare il ritratto come una scusa, la figlia pensa al compiacimento dell'artista nel pensare che un dipinto possa risolvere la sua brutta infanzia. Al contrario, se la figlia non lo accetta come scusa, in una stanza piena di brutti ricordi, fracassa il dipinto contro un cassettone. L'azione rovescia inavvertitamente un candelabro acceso. Il fuoco avvolge la stanza, portando il soffitto a crollare sopra la figlia, la quale viene intrappolata e sepellita nella casa in fiamme.
Il finale "vero" appare se la figlia raccoglie tutti e nove i suoi disegni a pastello presenti in tutta la casa ed è in grado di riorganizzarli - con le luci accese - per rivelare un suo ritratto più grande. Nell'oscurità, uno schizzo nascosto di un grosso topo rivela una mappa della casa, che mostra una posizione contrassegnata che la figlia ora può trovare. Rendendosi conto che suo padre ha piantato questo indizio sapendo che l'avrebbe visto, la figlia si rende conto che la sua vera eredità è vedere il mondo come suo padre. Dopo aver seguito la mappa e aver trovato una tela coperta, la figlia ricorda quando gli è stato detto che "la follia scorre nella mia famiglia" e decide di "lasciarla scorrere". Questo finale si chiude svelando la tela e mostrando lo stesso primo strato che l'artista ha iniziato per la sua storia, con la stanza decrepita che appare luminosa e intatta come appariva inizialmente all'artista.

## Modalità di gioco
Il giocatore prende il controllo di un artista che è tornato nel suo studio. Il suo obiettivo iniziale è quello di completare il suo capolavoro e il ruolo del giocatore è quello di capire come svolgere questo compito. La sfida proviene da enigmi che richiedono al giocatore di cercare nell'ambiente indizi visivi. All'inizio la casa appare semplice, ma cambia intorno al giocatore mentre lo esplora in prima persona. Questi cambiamenti nell'ambiente permettono di continuare con la risoluzione dei puzzle e forniscono regolari spaventi.
Il gioco è diviso in sei capitoli con vari oggetti che il giocatore può trovare per completare il suo lavoro. Il gioco è fortemente offuscato e sono presenti degli oggetti che svelano alcuni aspetti della storia del pittore. Mentre completa il dipinto, c'è una lettera che viene lentamente messa insieme, che mostra l'origine del suo capolavoro e oggetti che spiegano il segreto del pittore attraverso i dialoghi dei rimandi.

## Sviluppo
Layers of Fear è stato fortemente ispirato da P.T., un teaser interattivo per il videogioco cancellato Silent Hills. La trama, in particolare la conclusione con la tela bianca, è strettamente parallela al racconto A Square of Blank Canvas di Anthony M. Rud, proveniente dal numero del Weird Tales dell'aprile 1924. Il gioco utilizza il motore grafico Unity.